# Monastero di San Luca
Il monastero di San Luca è un edificio storico della città di Potenza, situato nella parte orientale del centro cittadino.

## Storia
Il monastero di San Luca fu eretto all'estremità del pianoro che ospita il centro cittadino, nei pressi dell'antico castello ora non più esistente, per accogliere le suore di osservanza benedettina provenienti dall'ex monastero di San Lazzaro, già presente in città all'inizio del XIII secolo e scomparso con la peste del 1413. 
Risulta che nel 1466 il monastero fosse già pienamente attivo, anche se luogo di corruzione. Per correggere la condotta morale delle suore il vescovo Paolo Vassallo le assegnò a differenti strutture e ripopolò la struttura con delle novizie, affidandole ad una nuova tutrice proveniente da Tricarico, ovvero suor Sveva di Ginestra, appartenente all'ordine delle Clarisse.
L'edificio, di pianta quadrata e costruito in forme quattrocentesche, venne ampliato e restaurato dal conte Carlo Guevara, che lo dotò anche di alcuni terreni in agro di Trivigno; nel 1531, ancora, esso iniziò ad ospitare le Clarisse, sottoposte a rigorosa clausura ed in numero di non più di venti, che sarebbero diventate 57 ad inizio Ottocento.
Il 17 febbraio 1861 esso venne soppresso ed adibito ad alloggio militare, ospitando la conservatoria delle ipotecheː inoltre, il 24 febbraio 1862 esso cedeva allo Stato i suoi beni.
In seguito, il monastero ospitò la caserma dei Carabinieri, inizialmente dedicata a Mario Pagano e successivamente a Orazio Petruccelli, tenente potentino dei carabinieri morto a Cefalonia nel 1943. Elementi di rilievo di questo periodo sono una serie di portici costruiti nel 1925.